# Lebia nigricapitata
Lebia nigricapitata är en skalbaggsart som beskrevs av Ronald B. Madge. Lebia nigricapitata ingår i släktet Lebia och familjen jordlöpare. Inga underarter finns listade i Catalogue of Life.